# Altes Rathaus (Königstein im Taunus)

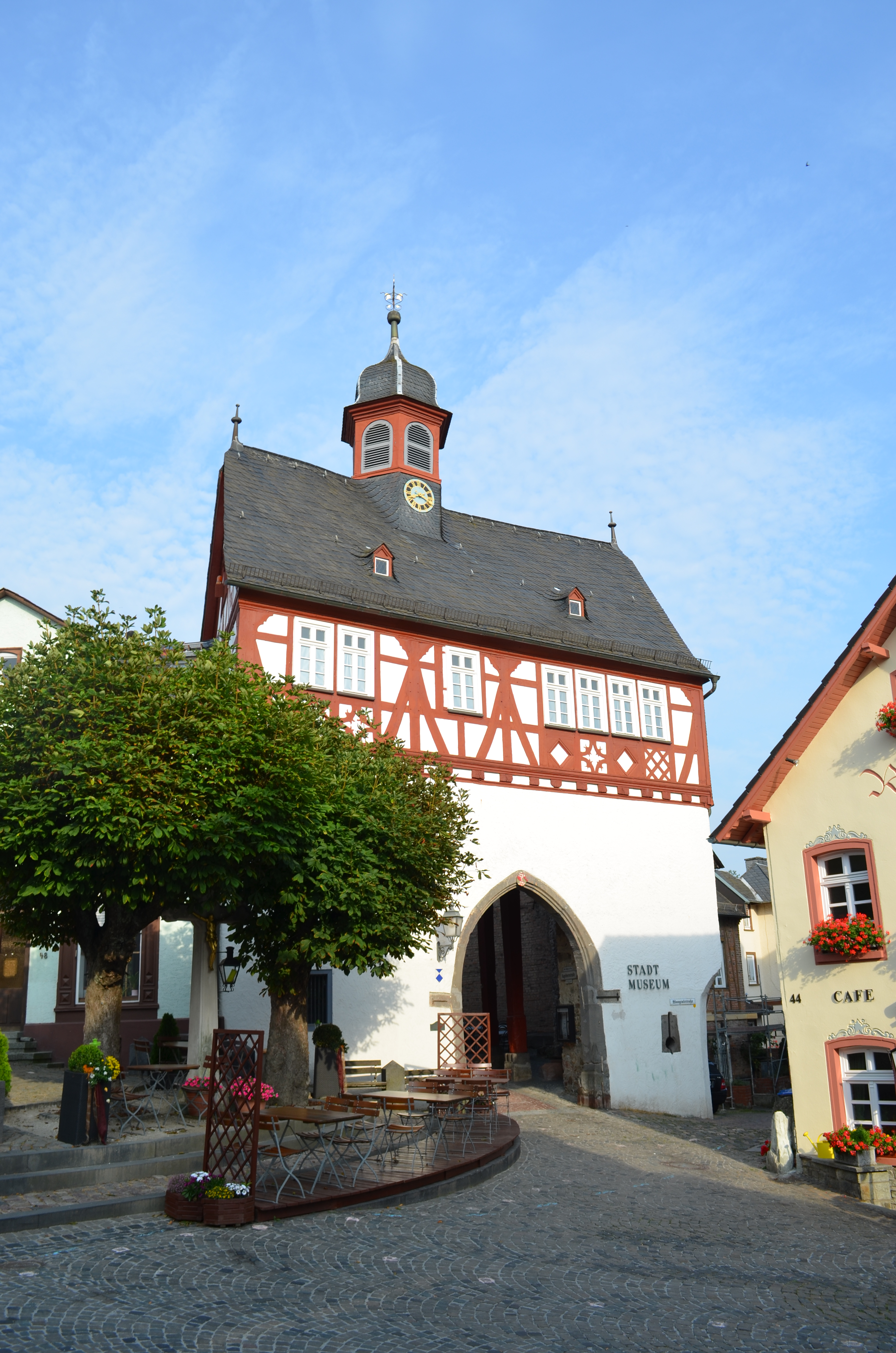
Altes Rathaus

Das Alte Rathaus ist ein denkmalgeschütztes Gebäude in Königstein im Taunus. Es diente bis 1909 als Rathaus der Stadt und beherbergt heute das Burg- und Stadtmuseum Königstein.

## Gebäude
Das Gebäude wurde ursprünglich um 1255 als das untere Burgtor der Burg Königstein errichtet. Am 22. Juli 1655 erhielt die Stadt das Gebäude durch den Landesherren, den Mainzer Erzbischof Johann Philipp von Schönborn, kostenlos übereignet. Die Zerstörungen des Dreißigjährigen Krieges hatten das Haus herunterkommen lassen, dass nur der massive Unterbau genutzt werden konnte. Auf diesem Untergeschoss wurde das heutige Gebäude in Fachwerkbauweise errichtet. Es war 1673 fertiggestellt und wurde bis 1909 als Rathaus genutzt. Das Haus bildet den dekorativen Abschluss der Hauptstraße in Königstein. Diese trifft sich vor dem Rathaus mit der Neugasse, der Gerbereigasse und der hinteren Schlossgasse und erweitert sich zu einem kleinen Platz. Das Kopfende des Platzes bildet das Rathaus. Das Rathaus ist gleichzeitig Tor zur Kugelherrnstraße und trägt daher die Adresse Kugelherrnstraße 1.

## Museum
Seit 1968 ist das Burg- und Stadtmuseum Königstein im alten Rathaus untergebracht. Das Museum behandelt die geschichtliche Entwicklung der Region und der Stadt Königstein. Gezeigt werden Funde, Modelle, Zeichnungen, Bilder, Werkzeuge, Münzen und Gebrauchsgegenstände aus vielen Jahrhunderten bis in die Gegenwart. Ein Modell, das von Karl Söhngen 1909/10 hergestellt wurde, zeigt die Festung Königstein im Maßstab 1:100 im unzerstörten Zustand von 1790.

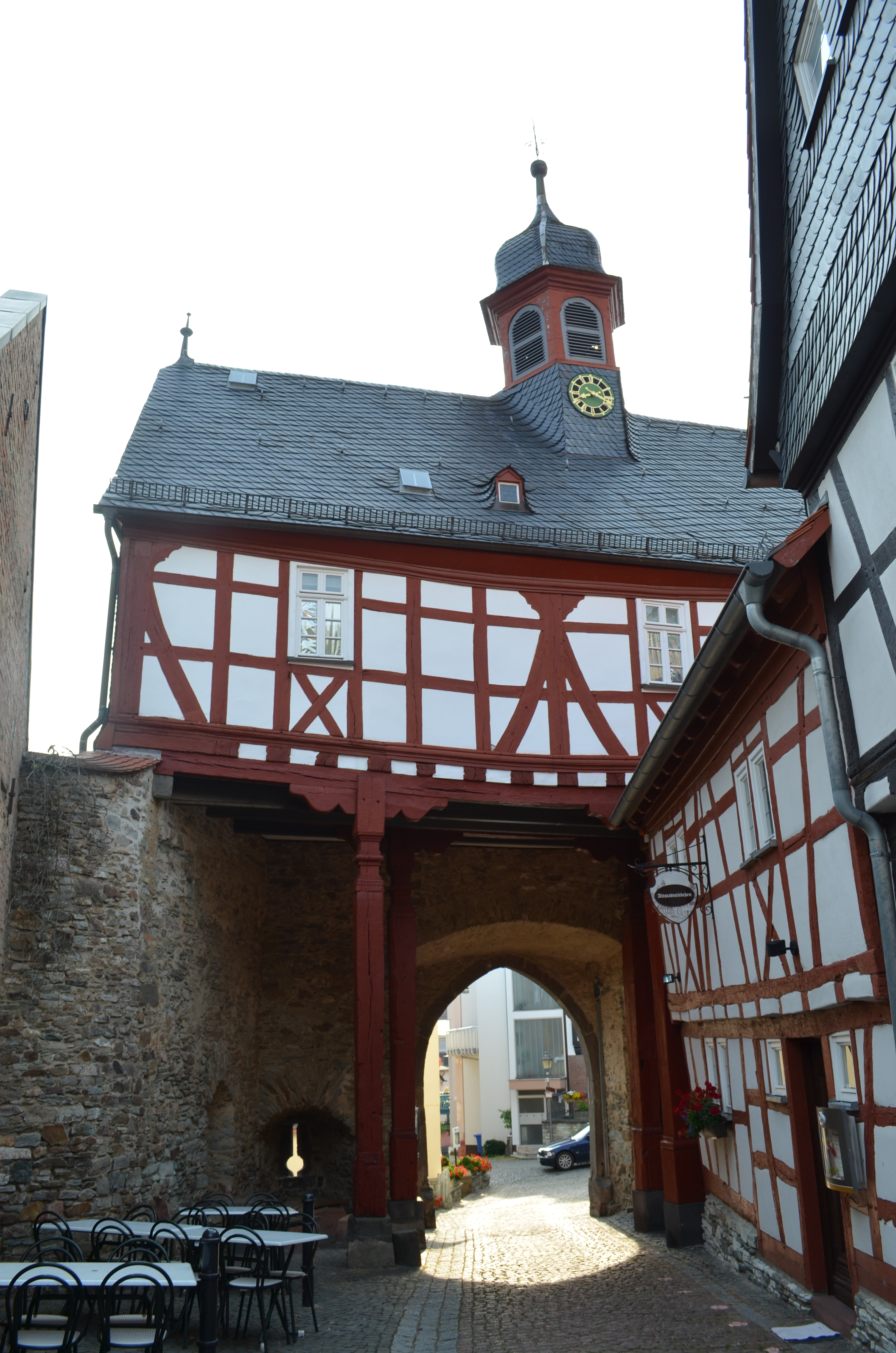
Rückseite
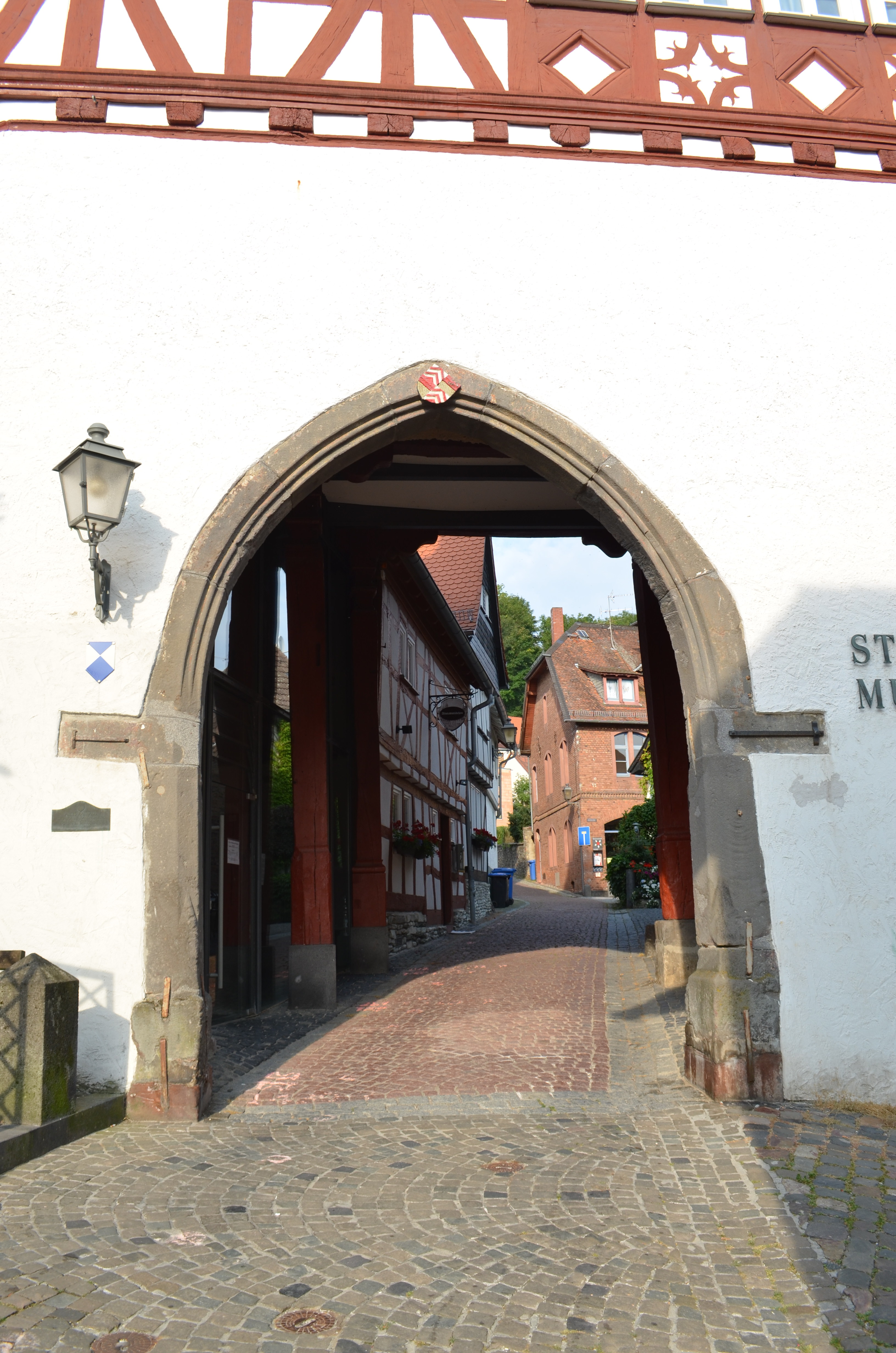
Tor
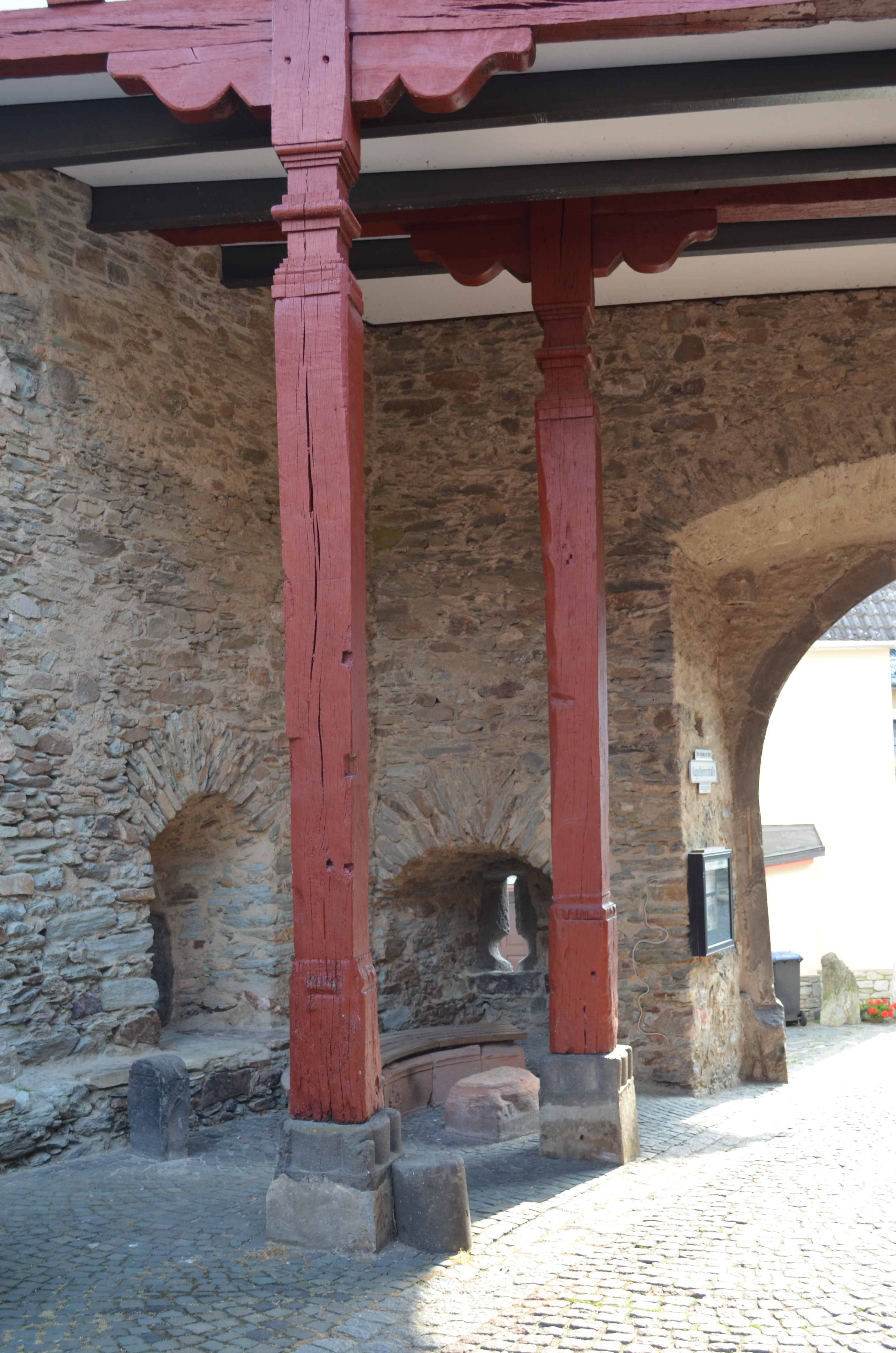
Torstützen